# Греція на літніх Олімпійських іграх 2016
Греція на літніх Олімпійських ігор 2016 була представлена 93 спортсменами у 15 видах спорту.

## Медалісти
| Медаль | Спортсмени                        | Вид спорту       | Дисципліна                               | Дата      |
| ------ | --------------------------------- | ---------------- | ---------------------------------------- | --------- |
| Золото | Анна Коракакі                     | Стрільба         | пістолет, 25 метрів (жінки)              | 9 серпня  |
| Золото | Елефтеріос Петруніас              | Гімнастика       | кільця (чоловіки)                        | 16 серпня |
| Золото | Екатеріні Стефаніді               | Легка атлетика   | стрибки з жердиною (жінки)               | 19 серпня |
| Срібло | Спірідон Янніотіс                 | Плавання         | марафон 10 кілометрів (чоловіки)         | 16 серпня |
| Бронза | Анна Коракакі                     | Стрільба         | пневматичний пістолет, 10 метрів (жінки) | 7 серпня  |
| Бронза | Павлос Кагіаліс Панагіотіс Мантіс | Вітрильний спорт | 470 (чоловіки)                           | 18 серпня |

## Спортсмени
| Дисципліна            | Чоловіки | Жінки | Разом |
| --------------------- | -------- | ----- | ----- |
| Легка атлетика        | 11       | 15    | 26    |
| Велоспорт             | 3        | 0     | 3     |
| Фехтування            | 0        | 2     | 2     |
| Гімнастика            | 2        | 7     | 9     |
| Дзюдо                 | 2        | 0     | 2     |
| Академічне веслування | 4        | 2     | 6     |
| Вітрильний спорт      | 5        | 2     | 7     |
| Стрільба              | 1        | 1     | 2     |
| Плавання              | 9        | 5     | 14    |
| Синхронне плавання    | 0        | 2     | 2     |
| Настільний теніс      | 1        | 0     | 1     |
| Водне поло            | 13       | 0     | 13    |
| Важка атлетика        | 1        | 0     | 1     |
| Боротьба              | 0        | 1     | 1     |
| Разом                 | 52       | 37    | 89    |

## Стрільба з лука
| Спортсмен        | Дисципліна                     | Попередній раунд | Попередній раунд | 1/32 фіналу          | 1/16 фіналу        | 1/8 фіналу         | Чвертьфінали       | Півфінали          | Фінал / БМ         | Фінал / БМ       |
| Спортсмен        | Дисципліна                     | Результат        | Сіяний           | Суперник Результат   | Суперник Результат | Суперник Результат | Суперник Результат | Суперник Результат | Суперник Результат | Місце            |
| ---------------- | ------------------------------ | ---------------- | ---------------- | -------------------- | ------------------ | ------------------ | ------------------ | ------------------ | ------------------ | ---------------- |
| Евангелія Псарра | індивідуальна першість (жінки) | 596              | 55               | Каванака (JPN) L 3–7 | Завершила виступ   | Завершила виступ   | Завершила виступ   | Завершила виступ   | Завершила виступ   | Завершила виступ |

## Легка атлетика
Легенда
- Note – для трекових дисциплін місце вказане лише для забігу, в якому взяв участь спортсмен
- Q = пройшов у наступне коло напряму
- q = пройшов у наступне коло за добором (для трекових дисциплін - найшвидші часи серед тих, хто не пройшов напряму; для технічних дисциплін - увійшов до визначеної кількості фіналістів за місцем якщо напряму пройшло менше спортсменів, ніж визначена кількість)
- NR = Національний рекорд
- N/A = Коло відсутнє у цій дисципліні
- Bye = спортсменові не потрібно змагатися у цьому колі

Трекові і шосейні дисципліни
Чоловіки
| Спортсмен                 | Дисципліна        | Попередній забіг | Попередній забіг | Півфінал  | Півфінал | Фінал           | Фінал           |
| Спортсмен                 | Дисципліна        | Результат        | Місце            | Результат | Місце    | Результат       | Місце           |
| ------------------------- | ----------------- | ---------------- | ---------------- | --------- | -------- | --------------- | --------------- |
| Лікургос-Стефанос Цаконас | 200 м             | 20.31            | 3 q              | 20.63     | 7        | Завершив виступ | Завершив виступ |
| Konstantinos Douvalidis   | 110 м з бар'єрами | 13.41            | 1 Q              | 13.47     | 5        | Завершив виступ | Завершив виступ |
| Michail Kalomiris         | Марафон           | Н/Д              | Н/Д              | Н/Д       | Н/Д      | 2:37:03         | 132             |
| Хрістофорос Мерусіс       | Марафон           | Н/Д              | Н/Д              | Н/Д       | Н/Д      | 2:29:39         | 116             |
| Александрос Папаміхаіл    | ходьба на 20 км   | Н/Д              | Н/Д              | Н/Д       | Н/Д      | 1:21:55         | 20              |
| Александрос Папаміхаіл    | ходьба на 50 км   | Н/Д              | Н/Д              | Н/Д       | Н/Д      | 3:59:21         | 28              |

Жінки
| Спортсменка           | Дисципліна        | Попередній забіг | Попередній забіг | Півфінал         | Півфінал         | Фінал            | Фінал            |
| Спортсменка           | Дисципліна        | Результат        | Місце            | Результат        | Місце            | Результат        | Місце            |
| --------------------- | ----------------- | ---------------- | ---------------- | ---------------- | ---------------- | ---------------- | ---------------- |
| Марія Белібасакі      | 200 м             | 23.19            | 4                | Завершила виступ | Завершила виступ | Завершила виступ | Завершила виступ |
| Іріні Васіліоу        | 400 м             | 54.37            | 7                | Завершила виступ | Завершила виступ | Завершила виступ | Завершила виступ |
| Алексіа Паппас        | 10000 м           | Н/Д              | Н/Д              | Н/Д              | Н/Д              | 31:36.16 NR      | 17               |
| Елісавет Песіріду     | 100 м з бар'єрами | 13.10            | 7                | Завершила виступ | Завершила виступ | Завершила виступ | Завершила виступ |
| Уранія Ребулі         | Марафон           | Н/Д              | Н/Д              | Н/Д              | Н/Д              | 2:46:32          | 88               |
| Софія Ріга            | Марафон           | Н/Д              | Н/Д              | Н/Д              | Н/Д              | 2:49:07          | 103              |
| Панагіота Влахакі     | Марафон           | Н/Д              | Н/Д              | Н/Д              | Н/Д              | 2:59:12          | 118              |
| Антігоні Дрісбіоті    | ходьба на 20 км   | Н/Д              | Н/Д              | Н/Д              | Н/Д              | 1:32:32          | 15               |
| Panagiota Tsinopoulou | ходьба на 20 км   | Н/Д              | Н/Д              | Н/Д              | Н/Д              | 1:38:24          | 47               |

Технічні дисципліни
Чоловіки
| Спортсмен              | Дисципліна         | Кваліфікація       | Кваліфікація | Фінал              | Фінал           |
| Спортсмен              | Дисципліна         | Результат у метрах | Місце        | Результат у метрах | Місце           |
| ---------------------- | ------------------ | ------------------ | ------------ | ------------------ | --------------- |
| Мільтіадіс Тентоглу    | стрибки в довжину  | 7.64               | 27           | Завершив виступ    | Завершив виступ |
| Констадінос Баніотіс   | стрибки у висоту   | 2.22               | 34           | Завершив виступ    | Завершив виступ |
| Констадінос Філіппідіс | стрибки з жердиною | 5.70               | 2 q          | 5.50               | 7               |
| Ніколас Скарвеліс      | штовхання ядра     | 19.37              | 27           | Завершив виступ    | Завершив виступ |
| Michail Anastasakis    | метання молота     | 71.28              | 20           | Завершив виступ    | Завершив виступ |

Жінки
| Спортсменка           | Дисципліна         | Кваліфікація       | Кваліфікація | Фінал              | Фінал            |
| Спортсменка           | Дисципліна         | Результат у метрах | Місце        | Результат у метрах | Місце            |
| --------------------- | ------------------ | ------------------ | ------------ | ------------------ | ---------------- |
| Хайдо Алексулі        | стрибки в довжину  | 6.13               | 32           | Завершила виступ   | Завершила виступ |
| Параскеві Папахрісту  | потрійний стрибок  | 14.43              | 2 Q          | 14.26              | 8                |
| Ніколета Кіріакопулу  | стрибки з жердиною | DNS                | DNS          | Завершила виступ   | Завершила виступ |
| Екатеріні Стефаніді   | стрибки з жердиною | 4.60               | 1 Q          | 4.85               | 1                |
| Хрізула Анагностопулу | метання диска      | 54.84              | 26           | Завершила виступ   | Завершила виступ |

Комбіновані дисципліни – семиборство (жінки)
| Спортсмен     | Дисципліна | 100Б  | СВ   | ШЯ    | 200 m | СД   | МС    | 800 m   | Final | Місце |
| ------------- | ---------- | ----- | ---- | ----- | ----- | ---- | ----- | ------- | ----- | ----- |
| Софія Іфадіду | Результат  | 13.99 | 1.65 | 12.97 | 26.32 | 5.51 | 54.57 | 2:30.08 | 5613  | 27    |
| Софія Іфадіду | Очки       | 980   | 795  | 725   | 769   | 703  | 949   | 692     | 5613  | 27    |

## Велоспорт

### Шосе
| Спортсмен         | Дисципліна                       | Час     | Місце |
| ----------------- | -------------------------------- | ------- | ----- |
| Іоанніс Тамурідіс | Групова шосейна гонка (чоловіки) | 6:30:05 | 51    |

### Трек
Кейрін
| Спортсмен         | Дисципліна        | Перший раунд | Втішний поєдинок | Другий раунд | Final |
| Спортсмен         | Дисципліна        | Місце        | Місце            | Місце        | Місце |
| ----------------- | ----------------- | ------------ | ---------------- | ------------ | ----- |
| Христос Волікакіс | Кейрін (чоловіки) | 4 R          | 1 Q              | 5 FB         | 12    |

### Маунтінбайк
| Спортсмен           | Дисципліна             | Час     | Місце |
| ------------------- | ---------------------- | ------- | ----- |
| Дімітріс Антоніадіс | маунтінбайк (чоловіки) | 1:44:17 | 31    |

## Фехтування
| Спортсмен                           | Дисципліна                   | 1/32 фіналу          | 1/16 фіналу         | 1/8 фіналу           | Чвертьфінал        | Півфінал           | Фінал / БМ         | Фінал / БМ       |
| Спортсмен                           | Дисципліна                   | Суперник Результат   | Суперник Результат  | Суперник Результат   | Суперник Результат | Суперник Результат | Суперник Результат | Місце            |
| ----------------------------------- | ---------------------------- | -------------------- | ------------------- | -------------------- | ------------------ | ------------------ | ------------------ | ---------------- |
| Aikaterini-Maria Kontochristopoulou | індивідуальна рапіра (жінки) | Đỗ T A (VIE) L 13–15 | Завершила виступ    | Завершила виступ     | Завершила виступ   | Завершила виступ   | Завершила виступ   | Завершила виступ |
| Васілікі Вуюка                      | командна шабля (жінки)       | Bye                  | Возняк (USA) W 15–8 | Єгорян (RUS) L 11–15 | Завершила виступ   | Завершила виступ   | Завершила виступ   | Завершила виступ |

## Гімнастика

### Спортивна гімнастика
Чоловіки
| Спортсмен     | Дисципліна  | Кваліфікація         | Кваліфікація | Кваліфікація | Кваліфікація | Кваліфікація | Кваліфікація | Кваліфікація | Кваліфікація | Фінал           | Фінал           | Фінал           | Фінал           | Фінал           | Фінал           | Фінал           | Фінал           |        |   |
| Спортсмен     | Дисципліна  | Вправа               | Вправа       | Вправа       | Вправа       | Вправа       | Вправа       | Загалом      | Місце        | Вправа          | Вправа          | Вправа          | Вправа          | Вправа          | Вправа          | Загалом         | Місце           |        |   |
| ------------- | ----------- | -------------------- | ------------ | ------------ | ------------ | ------------ | ------------ | ------------ | ------------ | --------------- | --------------- | --------------- | --------------- | --------------- | --------------- | --------------- | --------------- | ------ | - |
| Спортсмен     | Дисципліна  | Елефтеріос Петруніас | Кільця       | Н/Д          | Н/Д          | 15.833       | Н/Д          | Н/Д          | Н/Д          | 15.833          | 2 Q             | Н/Д             | Н/Д             | 16.000          | Н/Д             | Н/Д             | Н/Д             | 16.000 | 1 |
| Власіос Марас | Перекладина | Н/Д                  | Н/Д          | Н/Д          | Н/Д          | Н/Д          | 14.200       | 14.200       | 38           | Завершив виступ | Завершив виступ | Завершив виступ | Завершив виступ | Завершив виступ | Завершив виступ | Завершив виступ | Завершив виступ |        |   |

Жінки
| Спортсменка | Дисципліна | Кваліфікація     | Кваліфікація | Кваліфікація | Кваліфікація | Кваліфікація | Кваліфікація | Фінал  | Фінал  | Фінал  | Фінал  | Фінал   | Фінал |                  |                  |                  |                  |                  |                  |
| Спортсменка | Дисципліна | Вправа           | Вправа       | Вправа       | Вправа       | Загалом      | Місце        | Вправа | Вправа | Вправа | Вправа | Загалом | Місце |                  |                  |                  |                  |                  |                  |
| ----------- | ---------- | ---------------- | ------------ | ------------ | ------------ | ------------ | ------------ | ------ | ------ | ------ | ------ | ------- | ----- | ---------------- | ---------------- | ---------------- | ---------------- | ---------------- | ---------------- |
| Спортсменка | Дисципліна | Василікі Міллусі | колода       | Н/Д          | Н/Д          | Загалом      | Місце        | 13.200 | Н/Д    | 13.200 | 57     | Загалом | Місце | Завершила виступ | Завершила виступ | Завершила виступ | Завершила виступ | Завершила виступ | Завершила виступ |

### Художня гімнастика
| Спортсменка   | Дисципліна                  | Кваліфікація | Кваліфікація | Кваліфікація | Кваліфікація | Кваліфікація | Кваліфікація | Фінал            | Фінал            | Фінал            | Фінал            | Фінал            | Фінал            |
| Спортсменка   | Дисципліна                  | Обруч        | М'яч         | Булави       | Стрічка      | Загалом      | Місце        | Обруч            | М'яч             | Булави           | Стрічка          | Загалом          | Місце            |
| ------------- | --------------------------- | ------------ | ------------ | ------------ | ------------ | ------------ | ------------ | ---------------- | ---------------- | ---------------- | ---------------- | ---------------- | ---------------- |
| Варвара Філіу | Індивідуальне багатоборство | 17.208       | 17.333       | 17.333       | 16.750       | 68.624       | 15           | Завершила виступ | Завершила виступ | Завершила виступ | Завершила виступ | Завершила виступ | Завершила виступ |

| Спортсменка                                                                         | Дисципліна            | Кваліфікація | Кваліфікація     | Кваліфікація | Кваліфікація | Фінал            | Фінал            | Фінал            | Фінал            |
| Спортсменка                                                                         | Дисципліна            | 5 стрічок    | 6 булав 2 обручі | Загалом      | Місце        | 5 стрічок        | 6 булав 2 обручі | Загалом          | Місце            |
| ----------------------------------------------------------------------------------- | --------------------- | ------------ | ---------------- | ------------ | ------------ | ---------------- | ---------------- | ---------------- | ---------------- |
| Іоанна Анагностопулу Елені Дойка Зоі Контоджіанні Мікаела Металліду Ставрула Самара | групове багатоборство | 15.000       | 15.416           | 30.416       | 13           | Завершила виступ | Завершила виступ | Завершила виступ | Завершила виступ |

## Дзюдо
| Спортсмен        | Категорія           | 1/32 фіналу        | 1/16 фіналу              | 1/8 фіналу         | Чвертьфінали       | Півфінали          | Втішний поєдинок   | Фінал / БМ         | Фінал / БМ      |
| Спортсмен        | Категорія           | Суперник Результат | Суперник Результат       | Суперник Результат | Суперник Результат | Суперник Результат | Суперник Результат | Суперник Результат | Місце           |
| ---------------- | ------------------- | ------------------ | ------------------------ | ------------------ | ------------------ | ------------------ | ------------------ | ------------------ | --------------- |
| Роман Мустопулос | до 81 кг (чоловіки) | Bye                | Turcios (ESA) L 000–100  | Завершив виступ    | Завершив виступ    | Завершив виступ    | Завершив виступ    | Завершив виступ    | Завершив виступ |
| Іліас Іліадіс    | до 90 кг (чоловіки) | Bye                | Cheng Xz (CHN) L 000–100 | Завершив виступ    | Завершив виступ    | Завершив виступ    | Завершив виступ    | Завершив виступ    | Завершив виступ |

## Академічне веслування
Чоловіки
| Спортсмен                                                             | Дисципліна           | Заїзди  | Заїзди | Втішний заплив | Втішний заплив | Півфінали | Півфінали | Фінал   | Фінал |
| Спортсмен                                                             | Дисципліна           | Час     | Місце  | Час            | Місце          | Час       | Місце     | Час     | Місце |
| --------------------------------------------------------------------- | -------------------- | ------- | ------ | -------------- | -------------- | --------- | --------- | ------- | ----- |
| Діонісіс Ангелопулос Йоанніс Хрісту Йоанніс Ціліс Георгіос Ціаллас    | Четвірки             | 5:59.65 | 2 SA/B | Bye            | Bye            | 6:24.04   | 5 FB      | 6:00.56 | 8     |
| Спирідон Гіаннарос Панагіотіс Магданіс Стефанос Нтускос Іоанніс Петру | Четвірки, легка вага | 6:05.27 | 3 SA/B | Bye            | Bye            | 6:23.95   | 3 FA      | 6:36.47 | 6     |

Жінки
| Спортсменка                          | Дисципліна   | Заїзди  | Заїзди | Втішний заплив | Втішний заплив | Півфінали | Півфінали | Фінал   | Фінал |
| Спортсменка                          | Дисципліна   | Час     | Місце  | Час            | Місце          | Час       | Місце     | Час     | Місце |
| ------------------------------------ | ------------ | ------- | ------ | -------------- | -------------- | --------- | --------- | ------- | ----- |
| Софія Асуманакі Айкатеріні Ніколаїду | Парні двійки | 7:20.64 | 3 SA/B | Bye            | Bye            | 6:51.99   | 1 FA      | 7:48.62 | 4     |

Пояснення до кваліфікації: FA=Фінал A (за медалі); FB=Фінал B (не за медалі); FC=Фінал C (не за медалі); FD=Фінал D (не за медалі); FE=Фінал E (не за медалі); FF=Фінал F (не за медалі); SA/B=Півфінали A/B; SC/D=Півфінали C/D; SE/F=Півфінали E/F; QF=Чвертьфінали; R=Потрапив у втішний заплив

## Вітрильний спорт
Чоловіки
| Спортсмен                         | Дисципліна | Заплив | Заплив | Заплив | Заплив | Заплив | Заплив | Заплив | Заплив | Заплив | Заплив | Заплив | Заплив | Заплив | Очки | Підсумкове місце |
| Спортсмен                         | Дисципліна | 1      | 2      | 3      | 4      | 5      | 6      | 7      | 8      | 9      | 10     | 11     | 12     | M*     | Очки | Підсумкове місце |
| --------------------------------- | ---------- | ------ | ------ | ------ | ------ | ------ | ------ | ------ | ------ | ------ | ------ | ------ | ------ | ------ | ---- | ---------------- |
| Байрон Коккаланіс                 | RS:X       | 2      | 2      | 6      | 13     | 5      | 5      | 5      | 8      | 12     | 12     | 11     | 10     | 18     | 96   | 5                |
| Іоанніс Мітакіс                   | Фінн       | 12     | 24     | 3      | 2      | 13     | 12     | 21     | 9      | 13     | 3      | Н/Д    | Н/Д    | EL     | 88   | 11               |
| Павлос Кагіаліс Панагіотіс Мантіс | 470        | 9      | 3      | 1      | 5      | 13     | 9      | 5      | 2      | 2      | 2      | Н/Д    | Н/Д    | 20     | 58   | 3                |

Жінки
| Спортсменка       | Дисципліна | Заплив | Заплив | Заплив | Заплив | Заплив | Заплив | Заплив | Заплив | Заплив | Заплив | Заплив | Заплив | Заплив | Очки | Підсумкове місце |
| Спортсменка       | Дисципліна | 1      | 2      | 3      | 4      | 5      | 6      | 7      | 8      | 9      | 10     | 11     | 12     | M*     | Очки | Підсумкове місце |
| ----------------- | ---------- | ------ | ------ | ------ | ------ | ------ | ------ | ------ | ------ | ------ | ------ | ------ | ------ | ------ | ---- | ---------------- |
| Ангелікі Скарлату | RS:X       | 16     | 17     | 7      | 12     | 17     | 15     | 27     | 20     | 16     | 15     | 20     | 16     | EL     | 171  | 19               |

Змішаний
| Спортсмен                        | Дисципліна | Заплив | Заплив | Заплив | Заплив | Заплив | Заплив | Заплив | Заплив | Заплив | Заплив | Заплив | Заплив | Заплив | Очки | Підсумкове місце |
| Спортсмен                        | Дисципліна | 1      | 2      | 3      | 4      | 5      | 6      | 7      | 8      | 9      | 10     | 11     | 12     | M*     | Очки | Підсумкове місце |
| -------------------------------- | ---------- | ------ | ------ | ------ | ------ | ------ | ------ | ------ | ------ | ------ | ------ | ------ | ------ | ------ | ---- | ---------------- |
| Міхаїл Патеніотіс Софія Бекатору | Nacra 17   | 21     | 21     | 16     | 4      | 6      | 11     | 3      | 15     | 14     | 18     | 21     | 19     | EL     | 148  | 18               |

M = Медальний заплив; EL = Вибув – не потрапив до медального запливу

## Стрільба
| Спортсмен      | Дисципліна                               | Кваліфікація | Кваліфікація | Півфінал        | Півфінал        | Фінал           | Фінал           |
| Спортсмен      | Дисципліна                               | Очки         | Місце        | Очки            | Місце           | Очки            | Місце           |
| -------------- | ---------------------------------------- | ------------ | ------------ | --------------- | --------------- | --------------- | --------------- |
| Ефтіміос Мітас | скит (чоловіки)                          | 119          | 13           | Завершив виступ | Завершив виступ | Завершив виступ | Завершив виступ |
| Анна Коракакі  | пневматичний пістолет, 10 метрів (жінки) | 387          | 3 Q          | Н/Д             | Н/Д             | 177.7           | 3               |
| Анна Коракакі  | пістолет, 25 метрів (жінки)              | 584          | 2 Q          | 19              | 1 Q             | 8               | 1               |

Пояснення до кваліфікації: Q = Пройшов у наступне коло; q = Кваліфікувався щоб змагатись у поєдинку за бронзову медаль

## Плавання
Чоловіки
| Спортсмен                                                                 | Дисципліна                        | Попередній заплив | Попередній заплив | Півфінал        | Півфінал        | Фінал           | Фінал           |
| Спортсмен                                                                 | Дисципліна                        | Час               | Місце             | Час             | Місце           | Час             | Місце           |
| ------------------------------------------------------------------------- | --------------------------------- | ----------------- | ----------------- | --------------- | --------------- | --------------- | --------------- |
| Апостолос Хрістоу                                                         | 100 м на спині                    | 54.12             | 18                | Завершив виступ | Завершив виступ | Завершив виступ | Завершив виступ |
| Апостолос Хрістоу                                                         | 200 м на спині                    | 1:59.78           | 24                | Завершив виступ | Завершив виступ | Завершив виступ | Завершив виступ |
| Стефанос Дімітріадіс                                                      | 200 м батерфляєм                  | 1:56.76           | 18                | Завершив виступ | Завершив виступ | Завершив виступ | Завершив виступ |
| Дімітріос Дімітріу                                                        | 400 м вільним стилем              | 3:54.98           | 41                | Н/Д             | Н/Д             | Завершив виступ | Завершив виступ |
| Спірідон Янніотіс                                                         | 10 км                             | Н/Д               | Н/Д               | Н/Д             | Н/Д             | 1:52:59.8       | 2               |
| Крістіан Голомєєв                                                         | 50 м вільним стилем               | 21.93             | 10 Q              | 21.98           | 13              | Завершив виступ | Завершив виступ |
| Крістіан Голомєєв                                                         | 100 м вільним стилем              | 48.68 NR          | 20                | Завершив виступ | Завершив виступ | Завершив виступ | Завершив виступ |
| Дімітріос Кулуріс                                                         | 200 м брасом                      | 2:14.86           | 35                | Завершив виступ | Завершив виступ | Завершив виступ | Завершив виступ |
| Одіссеас Меланідіс                                                        | 50 м вільним стилем               | 22.47             | 33                | Завершив виступ | Завершив виступ | Завершив виступ | Завершив виступ |
| Панайотіс Самілідіс                                                       | 100 м брасом                      | 1:00.35           | 19                | Завершив виступ | Завершив виступ | Завершив виступ | Завершив виступ |
| Панайотіс Самілідіс                                                       | 200 м брасом                      | 2:12.68           | 27                | Завершив виступ | Завершив виступ | Завершив виступ | Завершив виступ |
| Андреас Вазайос                                                           | 200 м комплексом                  | 1:59.33           | 9 Q               | 1:59.54         | 11              | Завершив виступ | Завершив виступ |
| Крістіан Голомєєв Christos Katranzis Одіссеас Меланідіс Апостолос Хрістоу | Естафета 4 × 100 м вільним стилем | 3:14.62           | 10                | Н/Д             | Н/Д             | Завершив виступ | Завершив виступ |
| Апостолос Хрістоу Крістіан Голомєєв Панайотіс Самілідіс Андреас Вазайос   | Естафета 4 × 100 м комплексом     | 3:36.75           | 15                | Н/Д             | Н/Д             | Завершив виступ | Завершив виступ |

Жінки
| Спортсменка       | Дисципліна          | Попередній заплив | Попередній заплив | Півфінал         | Півфінал         | Фінал            | Фінал            |
| Спортсменка       | Дисципліна          | Час               | Місце             | Час              | Місце            | Час              | Місце            |
| ----------------- | ------------------- | ----------------- | ----------------- | ---------------- | ---------------- | ---------------- | ---------------- |
| Kalliopi Araouzou | 10 км               | Н/Д               | Н/Д               | Н/Д              | Н/Д              | 1:57:31.6        | 11               |
| Теодора Драку     | 50 м вільним стилем | 25.36             | 31                | Завершила виступ | Завершила виступ | Завершила виступ | Завершила виступ |
| Анна Нтунтунакі   | 100 м батерфляєм    | 58.27 NR          | 17                | Завершила виступ | Завершила виступ | Завершила виступ | Завершила виступ |
| Крістель Вурна    | 100 м батерфляєм    | 58.89             | 22                | Завершила виступ | Завершила виступ | Завершила виступ | Завершила виступ |

## Синхронне плавання
| Спортсменка                            | Дисципліна | Обов'язкова програма | Обов'язкова програма | Довільна програма (попередня) | Довільна програма (попередня)    | Довільна програма (попередня) | Довільна програма (фінал) | Довільна програма (фінал)        | Довільна програма (фінал) |
| Спортсменка                            | Дисципліна | Очки                 | Місце                | Очки                          | Загалом (обов'язкова + довільна) | Місце                         | Очки                      | Загалом (обов'язкова + довільна) | Місце                     |
| -------------------------------------- | ---------- | -------------------- | -------------------- | ----------------------------- | -------------------------------- | ----------------------------- | ------------------------- | -------------------------------- | ------------------------- |
| Евеліна Папазоглу Євангелія Платаніоті | Дуети      | 85.3550              | 10                   | 86.1000                       | 171.4550                         | 10 Q                          | 86.5000                   | 171.8550                         | 10                        |

## Настільний теніс
| Спортсмен         | Дисципліна                  | Попередній раунд   | Раунд 1            | Раунд 2                       | Раунд 3               | 1/8 фіналу         | Чвертьфінали       | Півфінали          | Фінал / БМ         | Фінал / БМ      |
| Спортсмен         | Дисципліна                  | Суперник Результат | Суперник Результат | Суперник Результат            | Суперник Результат    | Суперник Результат | Суперник Результат | Суперник Результат | Суперник Результат | Місце           |
| ----------------- | --------------------------- | ------------------ | ------------------ | ----------------------------- | --------------------- | ------------------ | ------------------ | ------------------ | ------------------ | --------------- |
| Панагіотіс Гіоніс | одиночний розряд (чоловіки) | Bye                | Bye                | Tanviriyavechakul (THA) W 4–0 | Мідзутані (JPN) L 1–4 | Завершив виступ    | Завершив виступ    | Завершив виступ    | Завершив виступ    | Завершив виступ |

## Водне поло
Підсумок

Легенда:
- FT – Після основного часу.
- P – Долю матчу вирішила серія післяматчевих пенальті.

| Команда      | Дисципліна       | Груповий етап      | Груповий етап      | Груповий етап      | Груповий етап      | Груповий етап      | Груповий етап | Чвертьфінал        | Півфінал           | Фінал / БМ         | Фінал / БМ |
| Команда      | Дисципліна       | Суперник Результат | Суперник Результат | Суперник Результат | Суперник Результат | Суперник Результат | Місце         | Суперник Результат | Суперник Результат | Суперник Результат | Місце      |
| ------------ | ---------------- | ------------------ | ------------------ | ------------------ | ------------------ | ------------------ | ------------- | ------------------ | ------------------ | ------------------ | ---------- |
| Греція men's | чоловічий турнір | Японія W 8–7       | Сербія D 9–9       | Угорщина D 8–8     | Бразилія W 9–4     | Австралія L 7–12   | 2             | Італія L 5–9       | Іспанія W 9–7      | Угорщина L 10–12   | 6          |

### Чоловічий турнір
Склад команди
Шаблон:Склад чоловічої збірної Греції з водного поло на літніх Олімпійських іграх 2016
Груповий етап
Шаблон:Підсумкова таблиця в групі A чоловічого турніру з водного поло на літніх Олімпійських іграх 2016
Шаблон:Чоловічий турнір з водного поло на літніх Олімпійських іграх 2016, гра A3
Шаблон:Чоловічий турнір з водного поло на літніх Олімпійських іграх 2016, гра A6
Шаблон:Чоловічий турнір з водного поло на літніх Олімпійських іграх 2016, гра A8
Шаблон:Чоловічий турнір з водного поло на літніх Олімпійських іграх 2016, гра A12
Шаблон:Чоловічий турнір з водного поло на літніх Олімпійських іграх 2016, гра A14
Чвертьфінал
Шаблон:Чоловічий турнір з водного поло на літніх Олімпійських іграх 2016, гра C2
Classification semifinal (5–8)
Шаблон:Чоловічий турнір з водного поло на літніх Олімпійських іграх 2016, гра D2
Fifth place match
Шаблон:Чоловічий турнір з водного поло на літніх Олімпійських іграх 2016, гра E2

## Важка атлетика
| Спортсмен         | Категорія           | Ривок     | Ривок | Поштовх   | Поштовх | Загалом | Місце |
| Спортсмен         | Категорія           | Результат | Місце | Результат | Місце   | Загалом | Місце |
| ----------------- | ------------------- | --------- | ----- | --------- | ------- | ------- | ----- |
| Теодорос Яковідіс | до 85 кг (чоловіки) | 160       | 9     | 190       | 13      | 350     | 12    |

## Боротьба
Легенда:
- VT – Перемога на туше.
- PP – Перемога за очками – з технічними очками в того, хто програв.
- PO – Перемога за очками – без технічних очок в того, хто програв.
- ST – Перемога за явної переваги – різниця в очках становить принаймні 8 (греко-римська боротьба) або 10 (вільна боротьба) очок, без технічних очок у того, хто програв.

Жінки
| Спортсменка       | Категорія | Кваліфікація        | 1/8 фіналу            | Чвертьфінал             | Півфінал            | Втішний поєдинок 1  | Втішний поєдинок 2  | Фінал / БМ          | Фінал / БМ |
| Спортсменка       | Категорія | Суперниця Результат | Суперниця Результат   | Суперниця Результат     | Суперниця Результат | Суперниця Результат | Суперниця Результат | Суперниця Результат | Місце      |
| ----------------- | --------- | ------------------- | --------------------- | ----------------------- | ------------------- | ------------------- | ------------------- | ------------------- | ---------- |
| Марія Преволаракі | до 53 кг  | Bye                 | Кумарі (IND) W 3–1 PP | Аргуелло (VEN) L 1–3 PP | Завершила виступ    | Завершила виступ    | Завершила виступ    | Завершила виступ    | 10         |